# 小行星9885
小行星9885又稱9885 Linux，是以Linux內核命名的一顆小行星。